# San Vicente (miasto w Kostaryce)
San Vicente – miasto w Kostaryce; 35 tys. mieszkańców (2006). Przemysł spożywczy, włókienniczy.

## Transport

### Transport drogowy
Przez San Juan przebiegają następujące drogi krajowe:
- Droga krajowa nr 102
- Droga krajowa nr 109
- Droga krajowa nr 117
- Droga krajowa nr 200